# Rio Piumhi
O rio Piumhi (pronúncia correta: /pi-um-i/) é um curso de água do estado de Minas Gerais, no Brasil. Tem sua nascente localizada na divisa entre os municípios de Vargem Bonita e Piumhi, ao centro-oeste do estado de Minas Gerais, sendo formada pelo Córrego Desterro, Córrego Jorça e Córrego Confusão.

## Etimologia
"Piumhi" deriva do tupi antigo pi'um'y, que significa "rio dos borrachudos" (pi'um, "borrachudo" e 'y, "rio").

## Afluente natural do Rio Grande
Até o final dos anos 1950, as águas do rio Piumhi fluíam num pequeno trecho para o Nordeste, deslocando-se para o Leste, em seguida para o Sudeste e finalmente para o Sul, que passava a ser sua direção geral até a foz. 
Em parte de seu percurso, atravessava uma região de planície alagada com mais de 38 quilômetros de extensão, denominada antigamente como o pantanal do rio Piumhi. À margem esquerda desse rio, está localizada a cidade de Capitólio, onde as águas do rio Piumhi continuavam rumando ao Sul, por volta de 760 metros de altitude, onde situava-se sua foz, na margem direita do rio Grande. 
Até o fechamento das comportas da Usina Hidrelétrica de Furnas, em 1963, o rio Piumhi pertencia à bacia do rio Grande.

## Afluente artificial do Rio São Francisco
Para evitar a inundação da cidade de Capitólio quando da construção da Usina Hidrelétrica de Furnas, o rio Piumhi, afluente do rio Grande, o então Departamento Nacional de Obras de Saneamento (DNOS) fez sua transposição para a bacia hidrográfica do rio São Francisco em 1963. A bacia do rio Piumhi possui 22 afluentes, que passaram então a fluir para o rio São Francisco. Pesquisadores da Universidade Federal de São Carlos e da Universidade Federal do Rio de Janeiro desenvolveram estudos sobre os impactos ambientais na região.